# Нанлин
Нанлин (на китайски: 南岭) е обширна, но ниска планинска система в Югоизточен Китай, разделяща водосборните басейни на реките Яндзъ на север и Сидзян на юг. Цялата планинска система влиза в състава на Южнокитайските планини. Простира се от югозапад на североизток на около 1200 km. Състои се от редица къси хребети: Уишан, Лянхуашан (1526 m), Лофоушан, Пакмашан (1614 m), Ташан, Джугуашан (2185 m), Даюйлин (1466 m) и др., издигащи на 800 – 1000 m над обширни по-ниски хълмисти райони. Изградена е от пясъчници, глинести шисти, гранити и варовици, в които силно са развити карстови форми. Повечето от хребетите са надробени и разчленени на малки части от надлъжни тектонски долини, разседи, откоси и напречни ерозионни дефилета. Разработват се находища на калаена (Фуджун, Хъсян), волфрамова (Шикин, Дзъсин), оловно-цинкова руда (Шуйкоушан) и др. Планината се явява важна климатична бариера за влажните югоизточни мусони. На север текат десните притоци на Яндзъ – Юандзян, Сяндзян и Гандзян и техните многобройни притоци, на юг – левите притоци на Сидзян (Жундзян, Гуйдзян, Гейдзян и др.), а на североизток, изток, югоизток и юг – реките Фучундзян, Дзинси, Хандзян, Дундзян и др., вливащи се в Източнокитайско и Южнокитайско море. По северните склонове на хребетите доминират субтропичните, а по южните – тропичните гори.